# Cucullia jankowskii
Cucullia jankowskii är en fjärilsart som beskrevs av Charles Oberthür 1884. Cucullia jankowskii ingår i släktet Cucullia och familjen nattflyn. Inga underarter finns listade i Catalogue of Life.